# Eugène Hanssen
Eugène Hanssen (Kerkrade, 9 gennaio 1959) è un ex calciatore olandese, di ruolo centrocampista.